# Bahnhof Niigata-Daigaku-mae
Der Bahnhof Niigata-Daigaku-mae (japanisch 新潟大学前駅, deutsch „Bahnhof vor der Universität Niigata“) ist ein eingleisiger Halt der Echigo-Linie der JR East im Bezirk Nishi in Niigata (Präfektur Niigata).

## Geschichte
Der Bahnhof entstand 1984, beinahe 20 Jahre nach der Eröffnung des Ikarashi-Campus der Universität Niigata, anlässlich der vollständigen Elektrifizierung der Echigo-Linie. Obwohl der Bahnhof den Namen der Universität Niigata trägt, ist er etwa einen Kilometer vom Campus entfernt.

## Bauweise
Der Bahnhof befindet sich an einem eingleisigen Abschnitt der Echigo-Linie. Folglich gibt es nur einen Bahnsteig, der sich südlich der Trasse befindet. Die Trasse verläuft auf einem Bahndamm, so dass der Zugang zum Bahnsteig über zwei Treppen in westlicher und östlicher Richtung erfolgt und somit nicht barrierefrei ist. Der Zugang in Richtung Norden, in der sich auch die Universität Niigata befindet, erfolgt über einen Fußgängertunnel.
Der Bahnsteig ist teilweise überdacht und hat einen Aufenthaltsraum mit Schalter für den Schaffner, einige Getränkeautomaten sowie eine öffentliche Toilette. Der Zugang zum Bahnsteig erfolgt über drei automatische Zugangsschranken. Zwei Fahrkartenautomaten sind vorhanden.

## Bahnsteige
| 1              |                       |
| ■ Echigo-Linie | Hakusan • Niigata     |
| ■ Echigo-Linie | Yoshida • Kashiwazaki |

## Umgebung
Der Bahnhof befindet sich in einem aufgelockert bebauten Gebiet, das durch Einfamilienhäuser geprägt ist. Südlich des Bahnhofs befindet sich ein kleiner Parkplatz, nördlich ein Fahrradparkplatz. Fußläufig sind Buslinien (u. a. zum Campus Universität Niigata) erreichbar, die allerdings den Bahnhof nicht direkt ansteuern.